# 仲津正朗
仲津 正朗（なかつ まさあき、1977年 - ）は、日本の実業家。Orb共同創業者で、同社代表取締役CEOや、日本ブロックチェーン協会理事を経て、沖縄科学技術大学院大学アントレプレナー・イン・レジデンス。

## 人物・来歴
祖父は金属製の笛などを製作していた大阪の仲津製作所創業者。父は国土庁審議官や東京電力顧問などを務めた官僚。2000年、亜細亜大学経済学部卒業。大学では金融論を学び、貨幣システムの研究をしていたが、大学院進学費用がなく、大学卒業後はTGキャピタル投資アナリストとしてニューヨーク市のウォール街などで働いていた。
その後起業家になるため情報技術などを学ぼうとセブンネットショッピングプロダクトマネージャーに転じ、3年間の修行ののちITコンサルタントとして独立し、起業の準備を進めた。
2010年にサンフランシスコでキュレーションサイト事業のMusavyを設立し、2012年にシリコンバレーでサトシ・ナカモトの論文を読んだのち、日本に戻り、グルーポンでの事業開発担当や、クリテオでのGlobal RTB Team APAC Directorを経て、2014年、投資家の伊藤穰一らの協力を得て、maneoを手掛けた妹尾賢俊とコイン・パス（のちのOrb）を共同で設立する。。
Orb代表取締役CEOを務め、ブロックチェーン事業を展開するためVCから計5.5億円を調達し、世界初のリニアスケーラビリティを持ち、秒間30,000件まで処理可能なDPoS型BaaSである「Orb DLT」を開発。日本初のブロックチェーン産業ロビー団体である日本ブロックチェーン協会の理事に就任し、金融庁フィンテック・ベンチャーに関する有識者会議委員なども務める。仮想通貨の法整備に尽力し、世界初の仮想通貨の法律として知られる改正資金決済法の施行を2016年に実現する。当時、Orb社へ出資をしていたSBIグループの北尾氏は業界誌のインタビューに於いて仲津のことを「Orb社は、我々が親密にさせていただいている投資先の一社ですが、仲津社長も非常に面白い経営者ですね」と賛辞している。
2017年に、Orb社はCB Insightsのブロックチェーン・スタートアップ世界トップ100に選出され、世界的注目を集める。2018年にOrb社をSBIホールディングスに売却したのち、沖縄科学技術大学院大学アントレプレナー・イン・レジデンス（副学長待遇）に就任。

## 共著
- 『スタートアップ列伝 : ニッポンの明日を拓く30人』日経BP社 2015年
- 『未来をつくる起業家 vol.2 : 日本発スタートアップの失敗と成功21ストーリー 』クロスメディア・パブリッシング 2018年

## 著書
なぜ僕がWeb3投資で勝ち続けることができるのか？ プロフェッショナルに学ぶ暗号資産・仮想通貨・トークン投資の極意/発売日(2023/06/10)